# Šek

Příklad kanadského šeku

Šek je bankovní formulář, ze kterého se po vyplnění předepsaných náležitostí stává platební prostředek a cenný papír, úzká forma směnky cizí. Šek popisuje a jeho použití upravuje v České republice zákon č. 191/1950 Sb., směnečný a šekový, vycházející z Ženevské šekové konvence. Šek má mnoho společného se směnkou, je však jednodušším instrumentem: nemá přímého dlužníka, nemůže být intervenován, je vždy splatný na viděnou atd.

## Šekové právo
Šekové právo je ve světě včleněno do státního zákonodárství buď na základě Ženevské šekové konvence,
nebo zákonodárství používá Anglosaský šekový systém.
Ženevskou šekovou konvenci užívá v zákonodárství většina evropských zemí.
Anglosaský šekový systém používají tradičně především Velká Británie, USA a jiná na Británii dříve závislá území dnes sdružená v Britském společenství národů.

## Použití šeku
- proplacení v hotovosti
- zaplacení šekem
- zúčtování šeku - proplacení či jeho vklad na účet
- postoupení šeku - pokud není na šeku uvedena rektadoložka, lze jej pomocí indosamentu převést na jiného majitele

## Splatnost šeku

### Lhůty předložení šeku k proplacení v oblasti Ženevské
- 8 dnů - šeky vystavené a splatné v jednom státě,
- 20 dnů - šeky vystavené a splatné ve dvou různých státech na témže kontinentu (tato lhůta platí i pro přímořské státy Středozemního moře navzájem, i když leží v různých kontinentech),
- 70 dnů - šeky vydané a splatné ve dvou různých státech na různých kontinentech.

Význam této lhůty: šek nemůže být během této doby odvolán a oprávněný má právo k jeho proplacení. Pokud šek nebyl odvolán, právo k proplacení trvá.

### Lhůty předložení šeku k proplacení v oblasti anglosaské
Lhůty jsou stanoveny na tzv. „rozumný čas“ (definován jako 90 dnů), není-li šekovou doložkou stanoveno jinak.
Význam této lhůty: lhůta má vztah k možnostem uplatnit šek k proplacení, nemá však vztah k možnostem odvolat šek. Ten je možno odvolat kdykoliv.

### Nejzazší termíny proplacení neodvolaného šeku
Odvíjejí se jednak od případné doložky na šeku a také od právních předpisů státu, kde má k proplacení dojít. Lhůty bývají různé, nejčastěji v intervalu 6-12 měsíců.

## Náležitosti šeku

### Podstatné náležitosti Ženevské šekové oblasti
- formulář musí být sepsán v jednom jazyce a musí být v tomto jazyce označen jako šek
- bezpodmínečný příkaz k vyplacení například: "Zaplaťte za tento šek"
- částka a měna šeku
- jméno toho, kdo má platit (šekovník)
- místo, kde má být placeno
- datum a místo vystavení
- podpis (podpisy) výstavce

### Podstatné náležitosti Anglosaské šekové oblasti
- bezpodmínečný příkaz k vyplacení například: "Pay"
- šeková částka
- jméno toho, kdo má platit
- místo, kde má být placeno
- podpis (podpisy) výstavce

## Zvláštní druhy šeků

### Šeky se záruční kartou

#### Eurošek
Eurošeky mohou být proplaceny v hotovosti v domácí měně státu, ve kterém byly předloženy k proplacení bez ověření zůstatku až do maximální zaručené šekové částky na jeden šek. Banka, která eurošeky vydala, ručí za proplacení do výše zaručené částky bance, která je proplatila. K proplacení šeku je mimo jiné nutné podepsat šek před pracovníkem, který ho proplácí. Na záruční kartě je uvedený podpisový vzor, který se s podpisem porovnává.

#### Zaručený šekový systém v ČR
V České republice se banky sdružily do Zaručeného šekového systému - proplácení šeků klientům, kteří mají účet u jiné banky, banky proplácejí tzv. kryté šeky (do částky 6 500 Kč, max. 10ks), klient dostane k šekové knížce Záruční kartu s podpisovým vzorem, poté se banky vyrovnají.
- tyto šeky mohou být vystaveny pouze na Kč (CZK)
- maximální zaručená částka je 6500 Kč
- při placení šekem, či jeho proplácení musí být šek podepsán před přebírajícím a ten porovná podpisy na šeku a záruční kartě.

### Cestovní šek
Cestovní šeky jsou cenné papíry, které mají předtištěnou nominální hodnotu. Cestovní šek není šekem ve smyslu zákona směnečného a šekového, jako cenný papír ho ale výslovně zmiňoval dřívější obchodní zákoník (§ 720–724), stále ho zná např. zákoník práce (§ 183 odst. 2) nebo trestní zákoník (§ 234). Cestovní šeky se pořizují oproti finanční protihodnotě. Jsou tedy zcela uhrazeny ještě před jejich proplacením. Cestovní šeky vydávají významné světové banky a finanční společnosti – VISA, Thomas Cook, American Express. Prodávají je i banky v České republice.
Hlavní výhody cestovních šeků:
- Omezuje se zneužití při krádežích šeků - finanční společnosti refundují ukradené šeky na základě údajů o prodeji.
- Nakupují se kurzem deviza prodej - výhodnější kurz než při prodeji bankovek.
- V zemích, kde neplatí měna šeku je lze směnit za místní měnu kurzem deviza nákup – výhodnější kurz než při směně bankovek: valut.
- V zemích, kde platí měna šeku jimi lze přímo platit většinu hotovostních transakcí.

#### Principy cestovního šeku
Při nákupu šeku se majitel podepíše a vytvoří první podpis šeku – podpisový vzor. Při použití šeku se musí oprávněný majitel podepsat znovu – druhý podpis se porovná s prvním. Při proplácení v hotovosti pak kontrolují banky totožnost klienta.